# Bianchiniïta
La bianchiniïta és un mineral de la classe dels òxids. Rep el nom dels col·leccionistes de minerals Andrea Bianchini (5 de setembre de 1959) i Mario Bianchini (28 d'agost de 1962) per la seva contribució al coneixement de la mineralogia dels dipòsits de pirita, barita i òxid de ferro del sud dels Alps Apuans, al nord de la Toscana, Itàlia.

## Característiques
La bianchiniïta és un òxid de fórmula química Ba₂(TiV)(As₂O₅)₂OF. Va ser aprovada com a espècie vàlida per l'Associació Mineralògica Internacional l'any 2019, sent publicada per primera vegada el 2021. Cristal·litza en el sistema tetragonal.
L'exemplar que va servir per a determinar l'espècie, el que es coneix com a material tipus, es troba conservat a les col·leccions del Museu d'Història Natural de la Universitat de Pisa (Itàlia), amb el número de catàleg: 1989.

## Formació i jaciments
Va ser descoberta al túnel Sant'Olga de la mina del Monte Arsiccio, a Sant'Anna di Stazzema, dins la província de Lucca (Toscana, Itàlia), on es presenta com a cristalls tabulars de color marró {001}, de fins a 1 mm de diàmetre. Es tracta de l'únic indret de tot el planeta on ha estat descrita aquesta espècie mineral.